# Médaille Massey
Pour les articles homonymes, voir Massey.
Créée en 1959 par la Fondation Massey, la médaille Massey est décernée chaque année par la Société géographique royale du Canada. 
Elle vise à souligner des réalisations personnelles exceptionnelles dans les domaines de l’exploration, du développement ou de la description de la géographie du Canada.

## Lauréats
- 1959 - Henry Larsen
- 1960 - Keith Greenaway
- 1961 - Owen Robertson
- 1962 - Diamond Jenness
- 1963 - Graham Rowley
- 1964 - Yves Fortier
- 1965 - Hugh Bostock
- 1966 - Alf Porsild
- 1967 - John Mackay
- 1968 - Cyril Smith
- 1969 - Donald Putman
- 1970 - Murray Watts
- 1971 - John Lewis Robinson
- 1972 - Isobel Moira Dunbar
- 1973 - Pierre Dansereau
- 1974 - Frederick Hare
- 1975 - William Gilchrist
- 1976 - Louis-Edmond Hamelin
- 1977 - Thomas Manning
- 1978 - Edward Pleva
- 1979 - Ernest Roots
- 1980 - Maurice Haycock
- 1981 - Raymond Thorsteinsson
- 1982 - Trevor Lloyd
- 1983 - Willis Roberts
- 1984 - Capitaine Thomas Charles Pullen
- 1985 - Morley Thomas
- 1986 - David Baird
- 1987 - Charles Harington
- 1988 - John Warkentin
- 1989 - John Mollard
- 1990 - Byron Boville
- 1991 - George Hobson
- 1992 - Stewart MacDonald
- 1993 - Gordon Nelson
- 1994 - Henri Dorion
- 1995 - Pierre Camu
- 1996 - James Bruce
- 1997 - James Archibald Houston
- 1998 - William Wonders
- 1999 - Alexander Davidson
- 2000 - Robert McGhee
- 2001 - Lawrence McCann
- 2002 - John Oliver Wheeler
- 2003 - Richard Colebrook
- 2004 - Larry Bourne
- 2005 - Tim Oke
- 2006 - Serge Courville
- 2007 - Eddy Carmack
- 2008 - Bruce Mitchell
- 2009 - Michael Church
- 2010 - Raymond A. Price
- 2011 - David Livingstone
- 2012 - Graeme Wynn
- 2013 - David Ley
- 2014 - Derald Smith
- 2015 - Brian Osborne
- 2016 - Steve Blasco
- 2017 - David Morrison
- 2018 - Arthur J. Ray
- 2019 - Derek Clifford Ford
- 2020 - John Smol
- 2021 - Yvan Bédard et Barbara Sherwood Lollar[1].